# Штокальпер (замок)
Штокальпер (нім. Stockalperschloss) — замок у швейцарському місті Бригербад, що в окрузі Бріґ, кантон Вале. Штокальпер є найбільшим серед замків Швейцарії.

## Історія

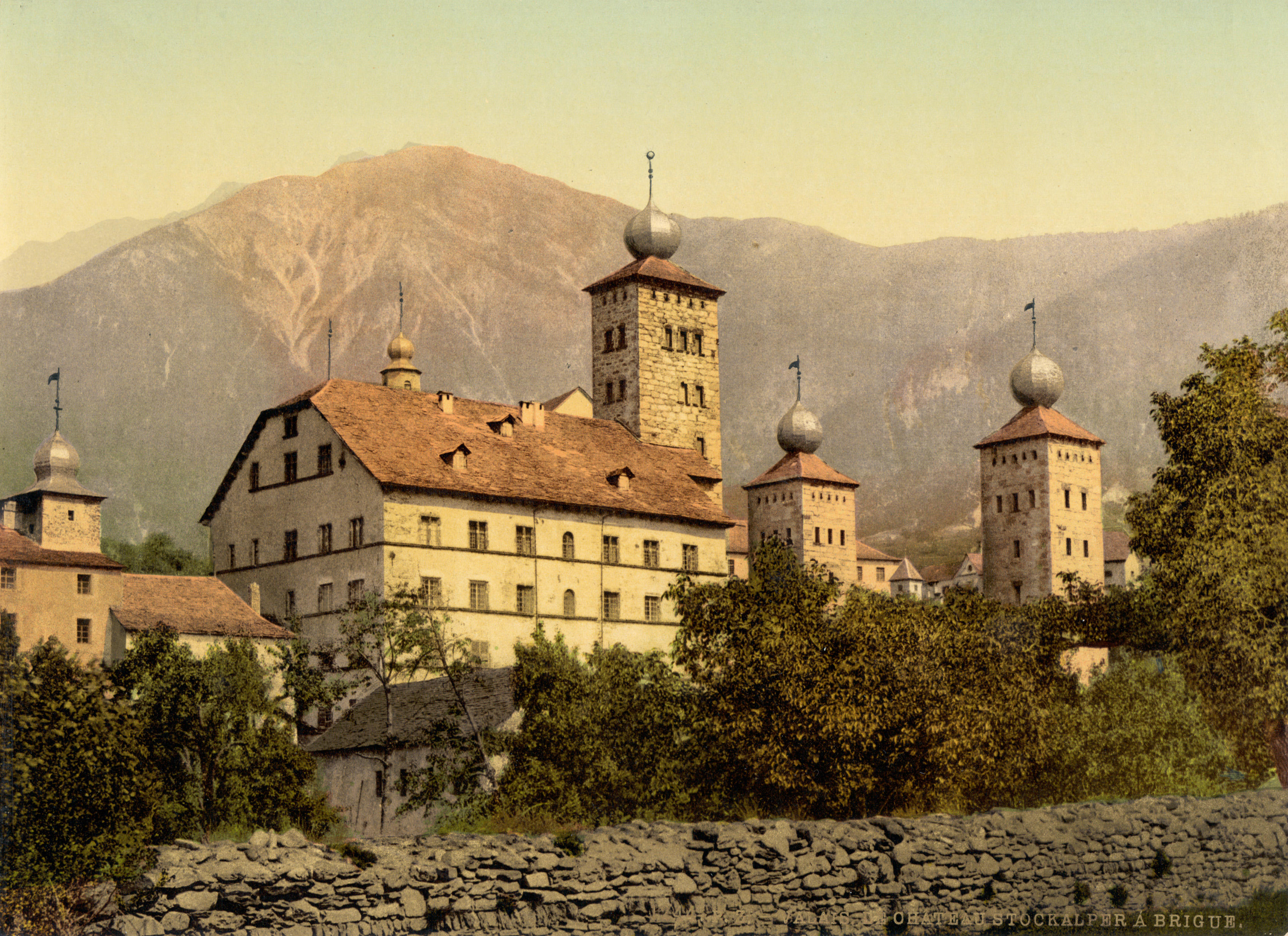
Світлина замку, 1895 рік

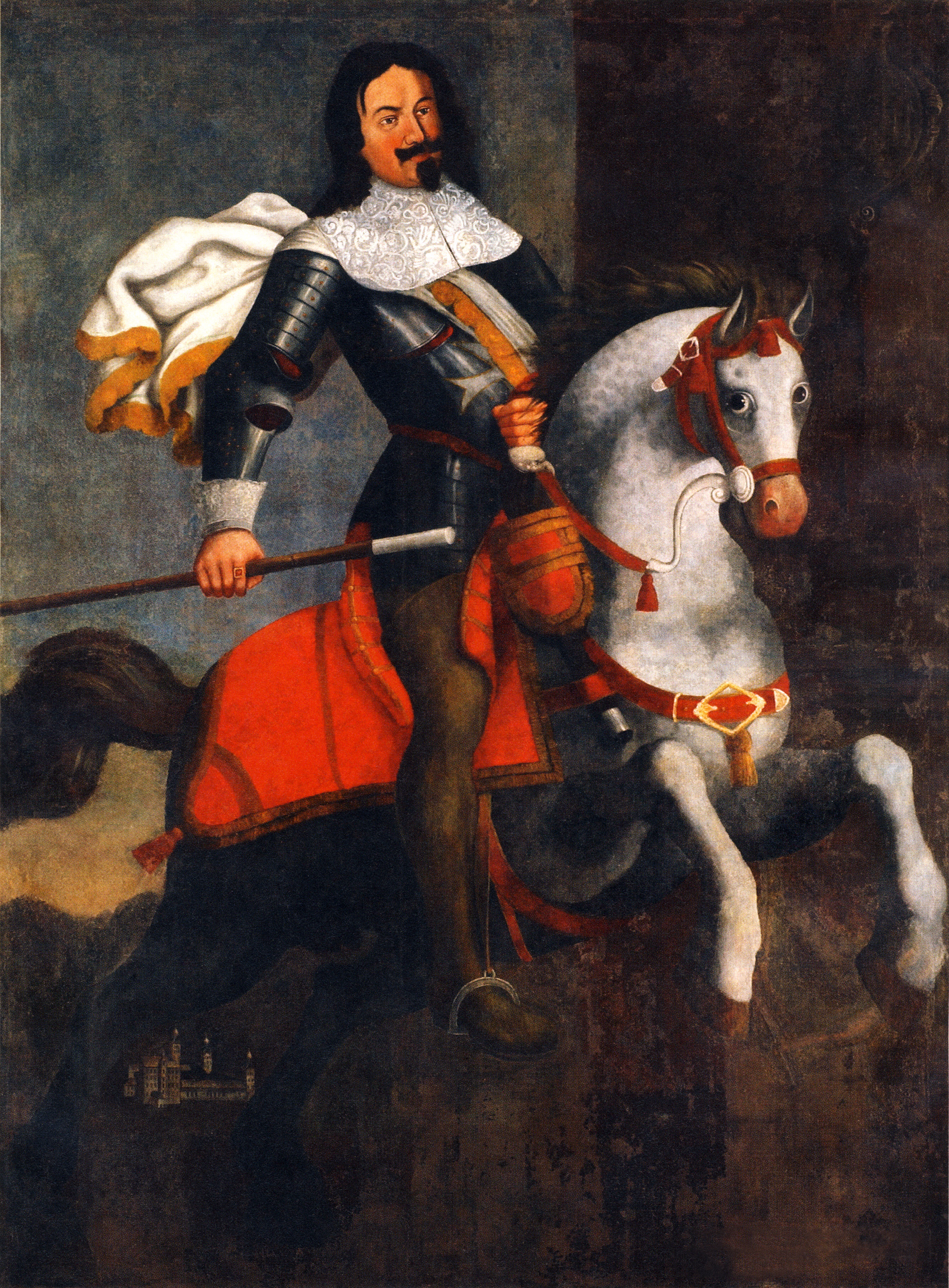
Каспар фон Штокальпер

Штокальпер було побудовано між 1658 і 1678 роками, хоча основна будівля була добудована до 1666 року, Каспаром фон Штокальпером, за планами архітекторів Больмера і Прісмелла. Власник використовував замок не тільки як житлове приміщення, а й як будівлю, де він міг зберігати велику кількість товару, яку він продавав на всій території Альп та укріплення для охорони перевалу Семпіоне. Величний замковий комплекс — символ могутності Штокальпера, який залишив значний слід в історії Бриґа.
Каспар фон Штокальпер — господар замку, особистість дуже примітна. Талановитий бізнесмен, що заробив статки на торгівлі через перевал Симплон, освічена людина, адвокат, політик, некоронований король Бриґа і Обервалліса, фактично «хрещений батько» купців регіону, за що навіть отримав псевдонім «Король Симплон». На недовгий час йому вдалося монополізувати торгівлю сіллю і її транспортування. Був членом ради кантону Вале але його вислали з кантону, звинувативши у фінансових зловживаннях і шахрайстві та державній зраді. Штокальпер втік від переслідувань в Домодоссола, провів там п'ять років, але коли у нього на батьківщині змінилася політична ситуація він повернувся, за кілька років до смерті. Життя Каспара фон Штокальпера відображена в експозиції музею при замку.
Значне погіршення стану замку, в кінці XIX століття, призвело до того, що замок викупила громада міста Бриґ у 1948 році. Штокальпер був відреставрований у 1956 і 1961 роках. Місто створило фонд для управління і збереження замку. Замок перебуває у відмінному стані і відкритий для відвідувачів. У палаці розміщено офіси муніципальної адміністрації, суд, театр, муніципальний музей, бібліотеку та архів Штокальперів.

## Опис
Розташуваний у глибині Альпійських гір, в місті Бриґ. Замок є однією з головних архітектурних пам'яток Бріґа. Штокальпер є найбільше приватне володіння, побудоване у XVII столітті в Швейцарії.
Замок являє собою прямокутне чотириповерхова будівля, в центрі якого розташований просторий внутрішній двір з колонадами і арками на манер італійського Ренесансу. За часів Каспара фон Штокальпера площа двору служила місцем торгівлі, а галереї використовували для зберігання краму.
Три барокові вежі палацу, з позолоченими куполами, носять назви Каспар, Мельхіор і Бальтазар — по іменах трьох волхвів, які принесли дари новонародженому Ісусу. Тому замок Штокальпера називають ще й Замком трьох королів. До палацу примикає каплиця, в якій зберігається чудовий запрестольний образ зі срібла роботи майстра з Аугсбурга.
Ансамбль замку виглядає химерно, поєднуючи в собі кілька стилів: готичні будівлі, сади в стилі французьких садиб і три східні вежі, увінчані великими металевими куполами.
У залах палацу збереглися шпалери і шовкові килими, створені паризькими майстрами XVIII століття. Туристичний сезон тут відкривається в травні і триває до жовтня, з 9.30 до 16.30 щодня.

## Світлини

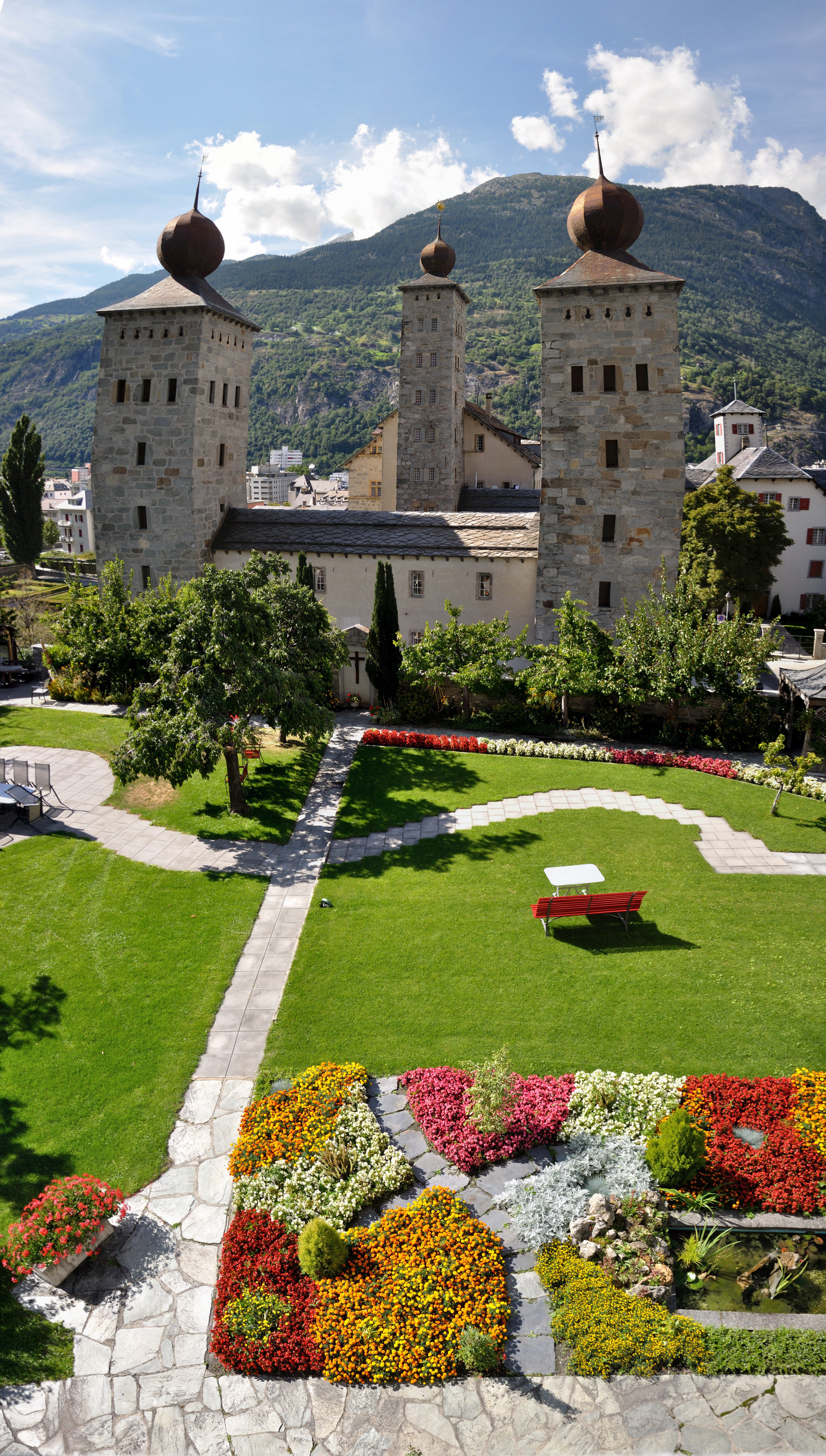
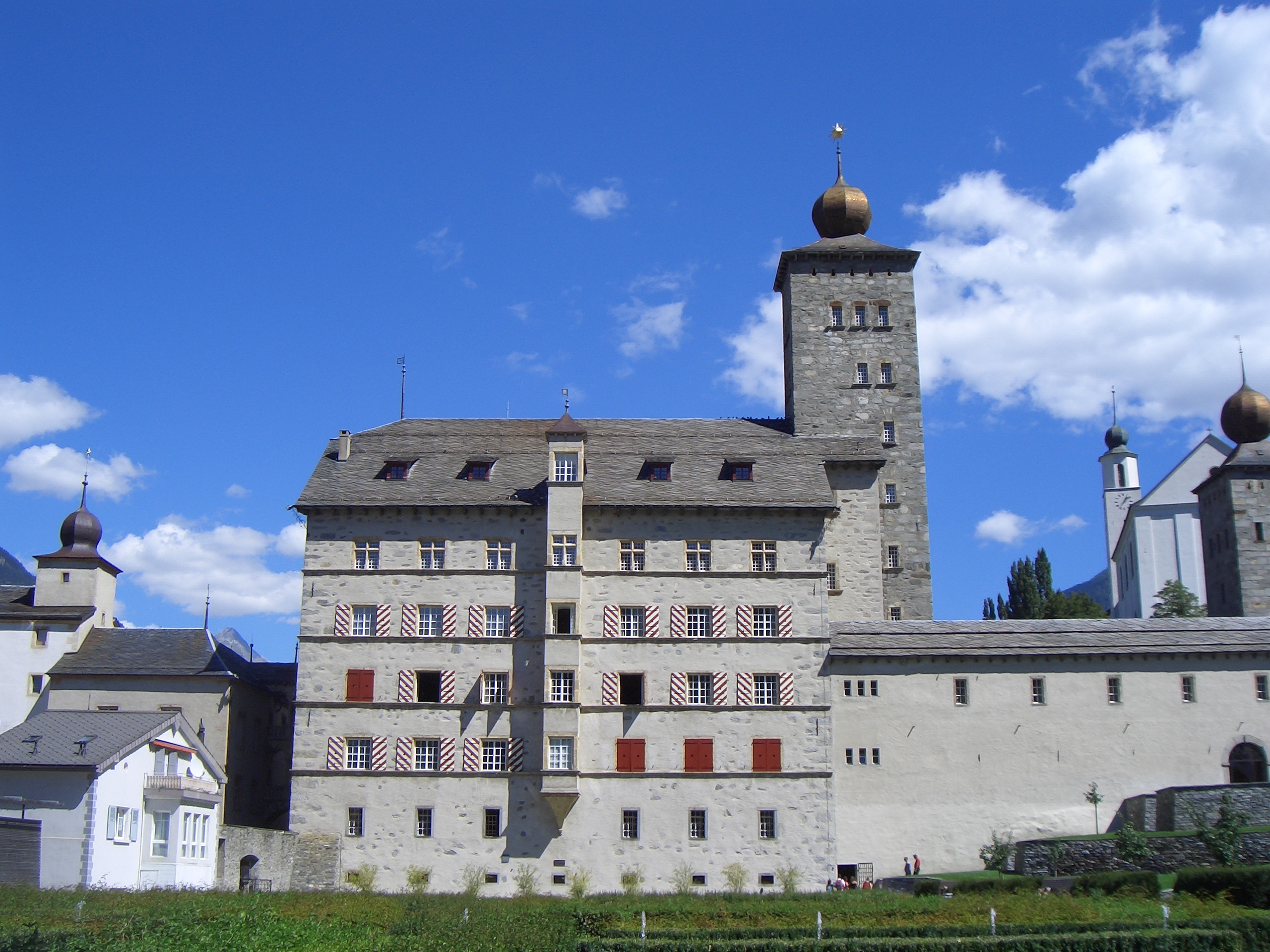
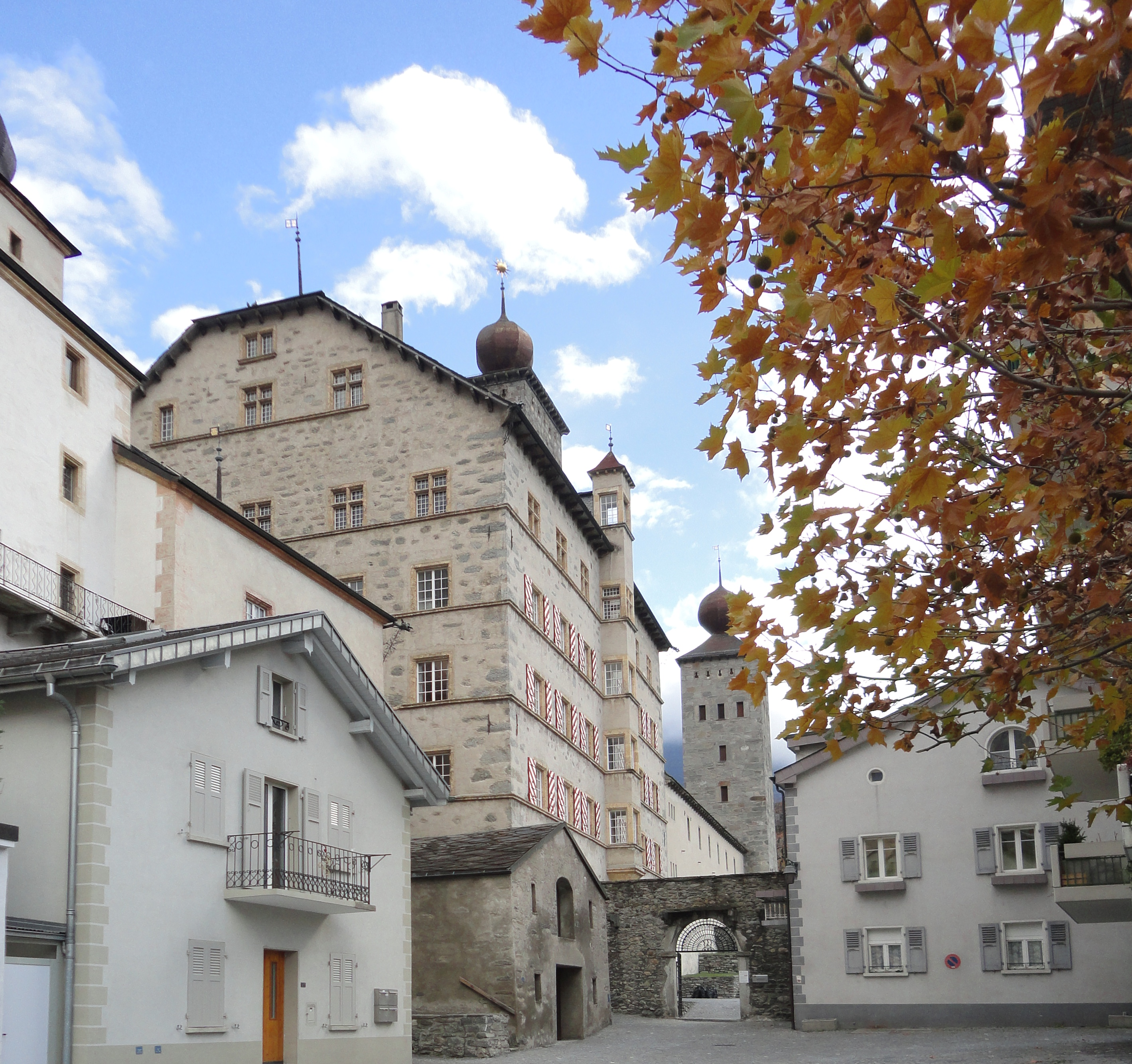
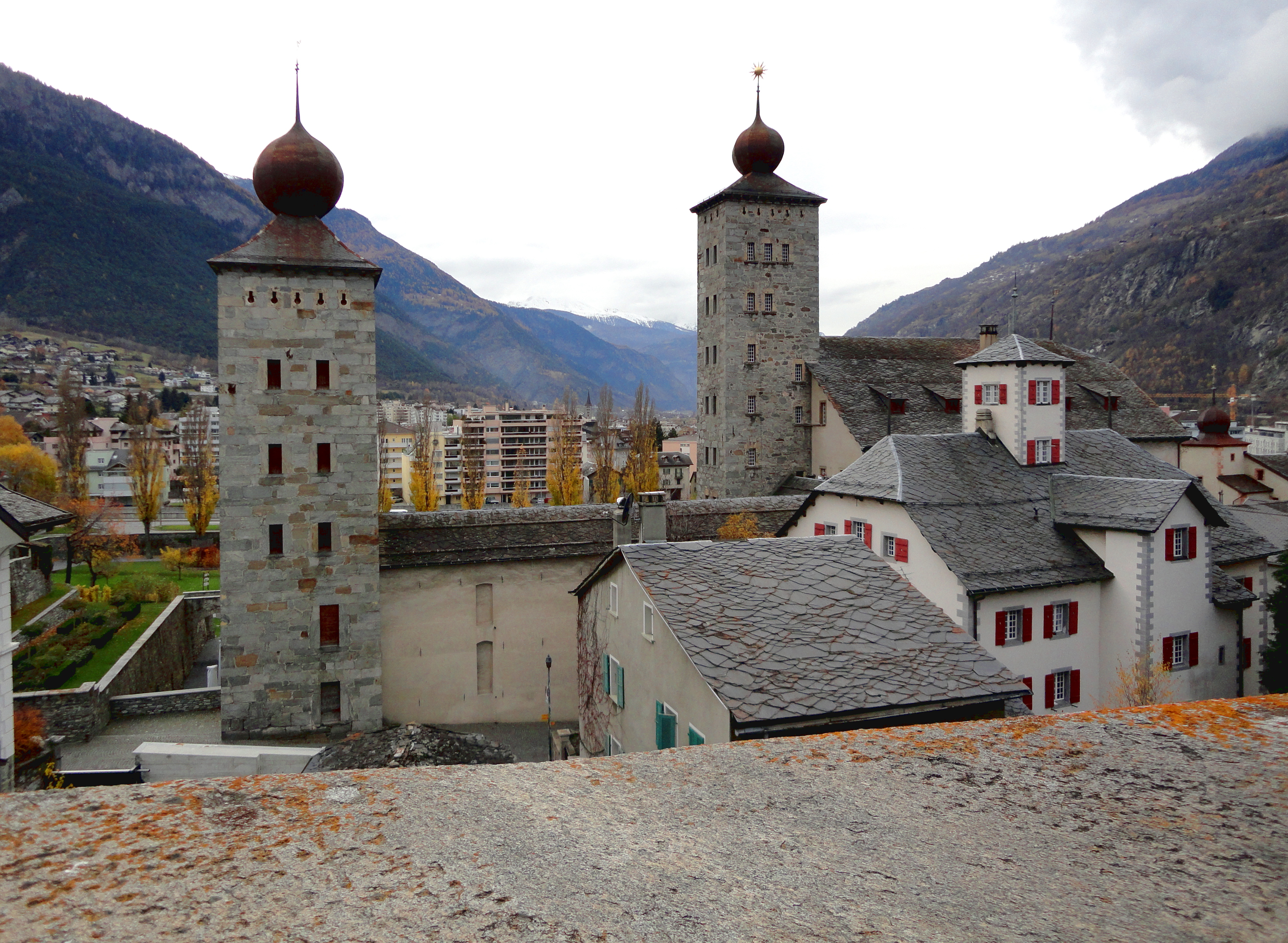
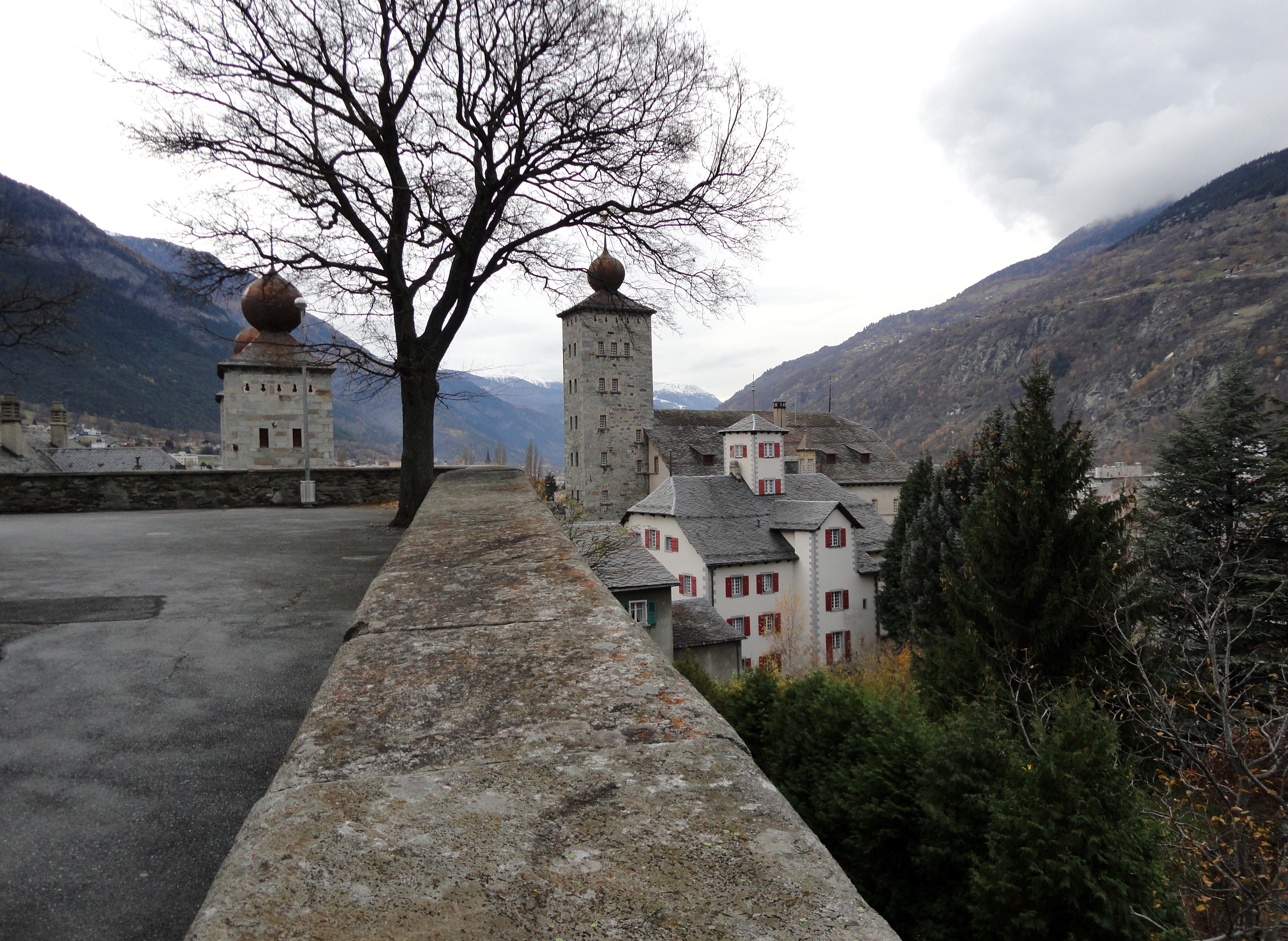
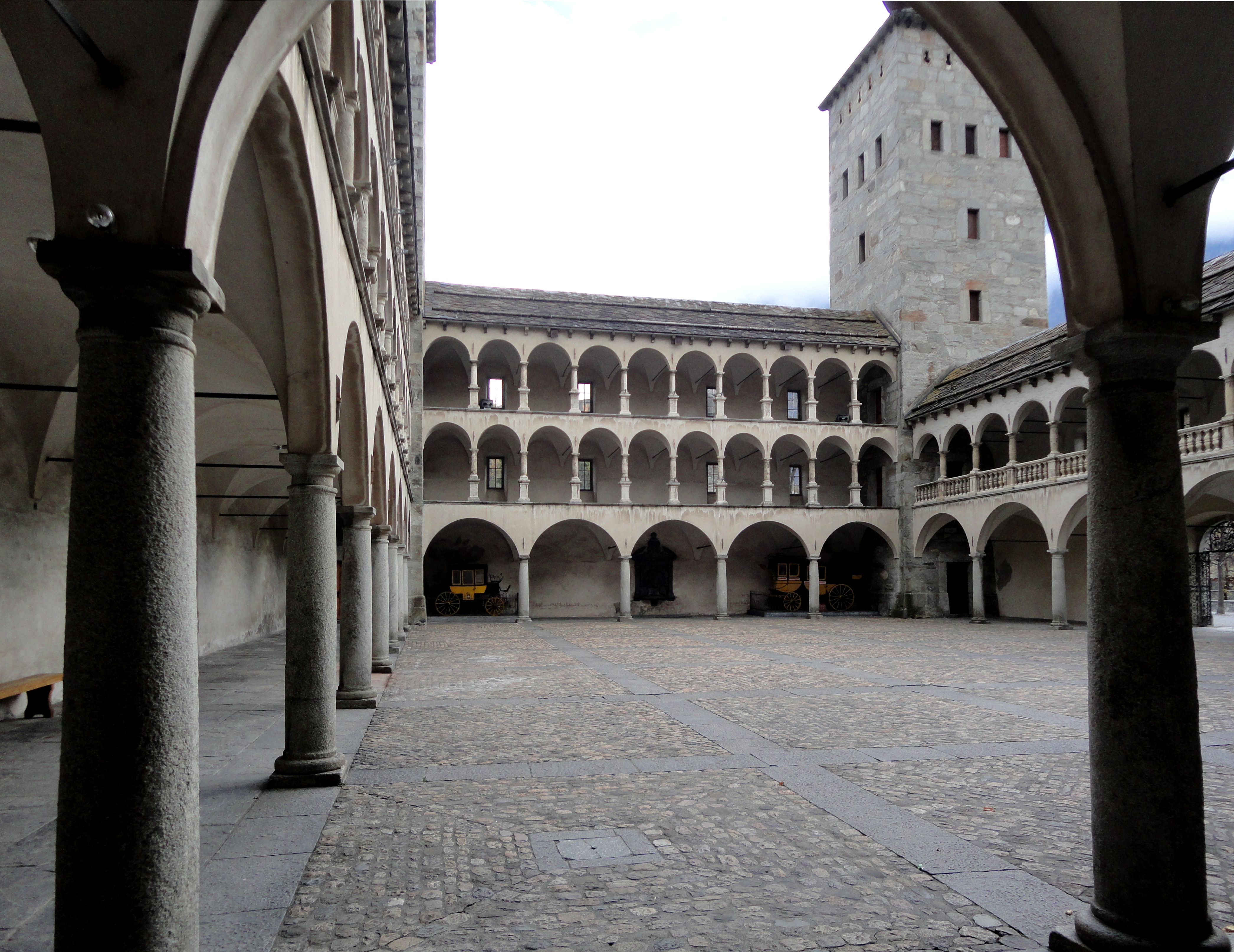
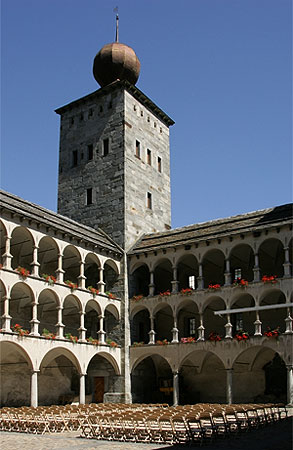
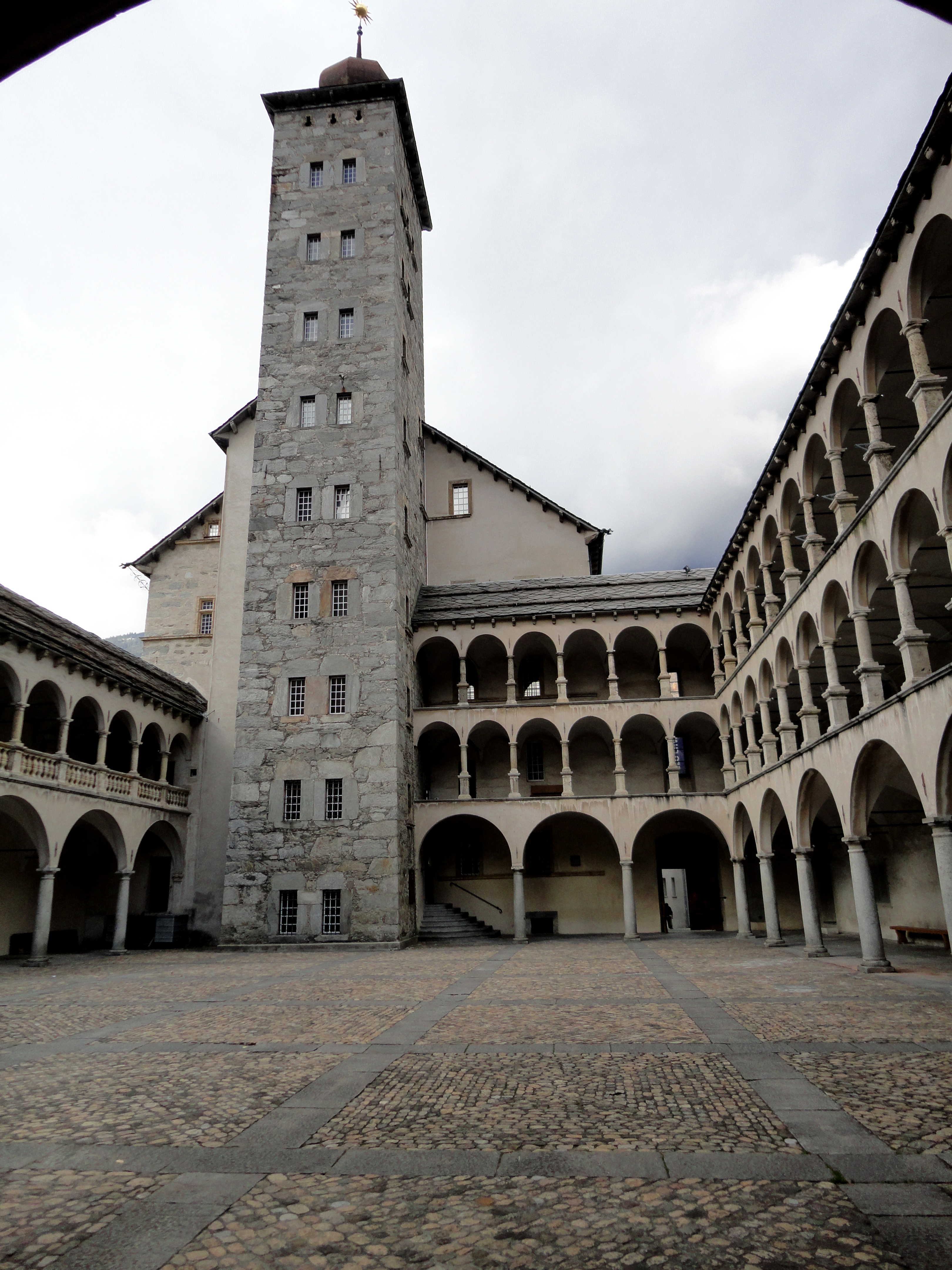
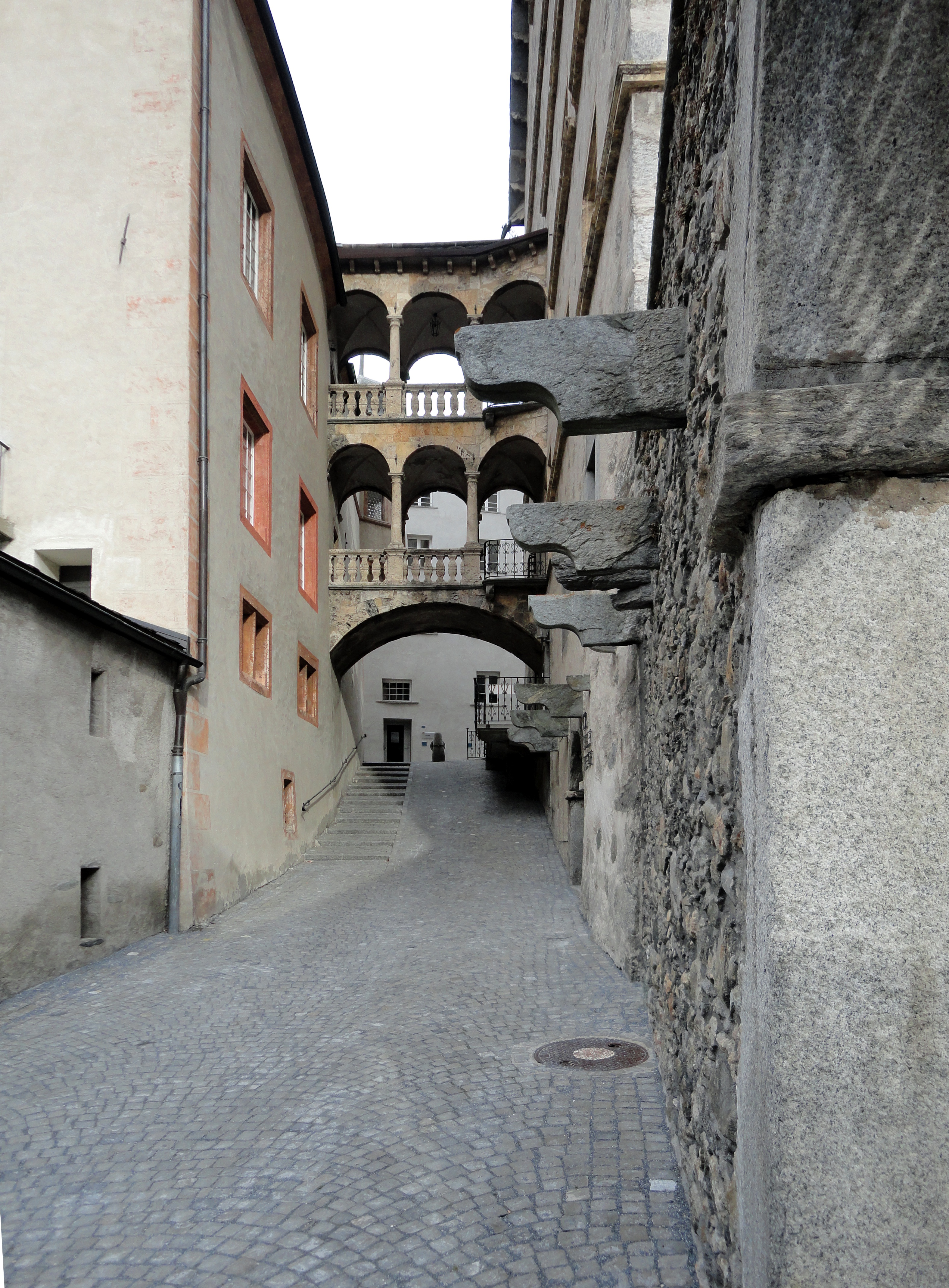
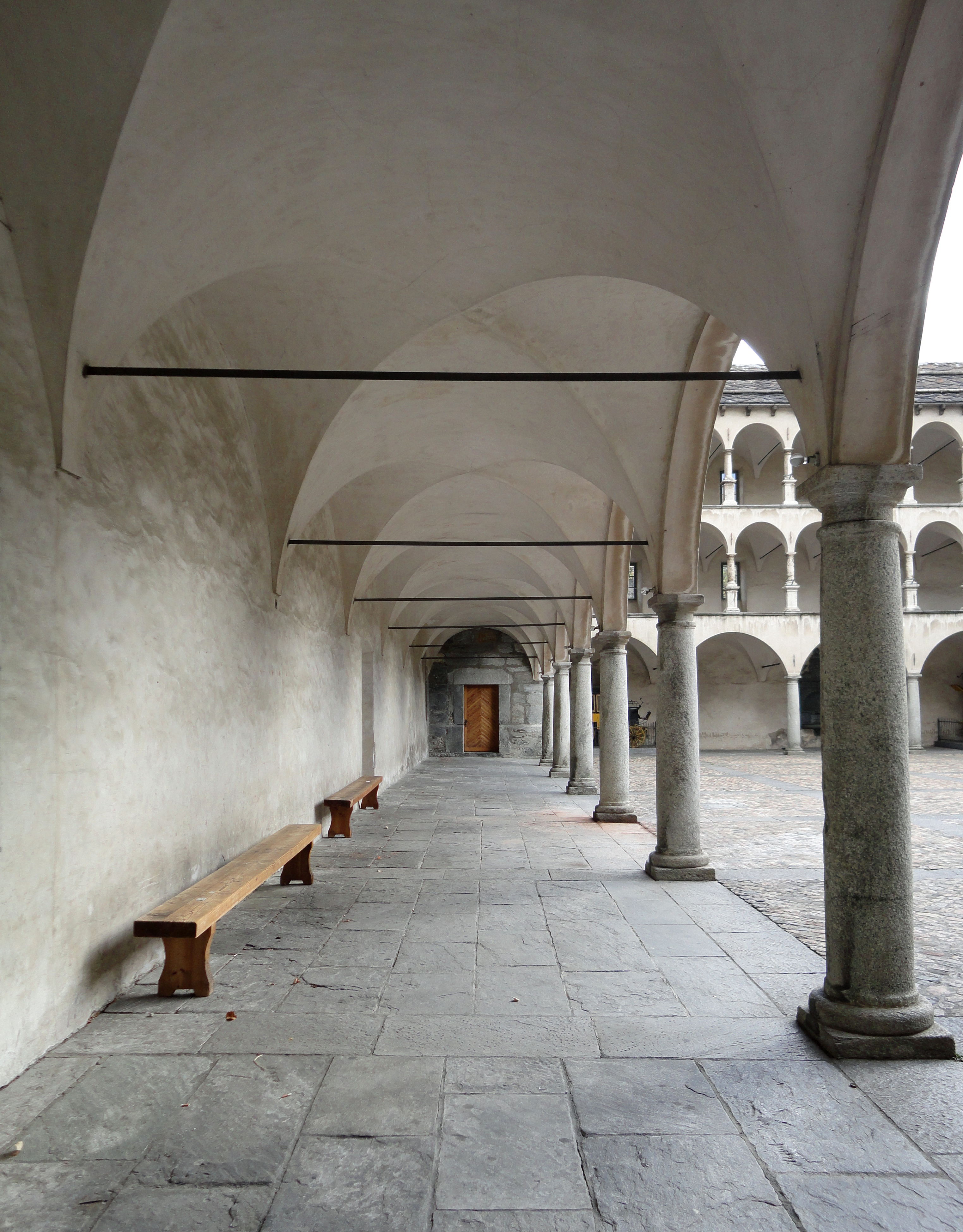
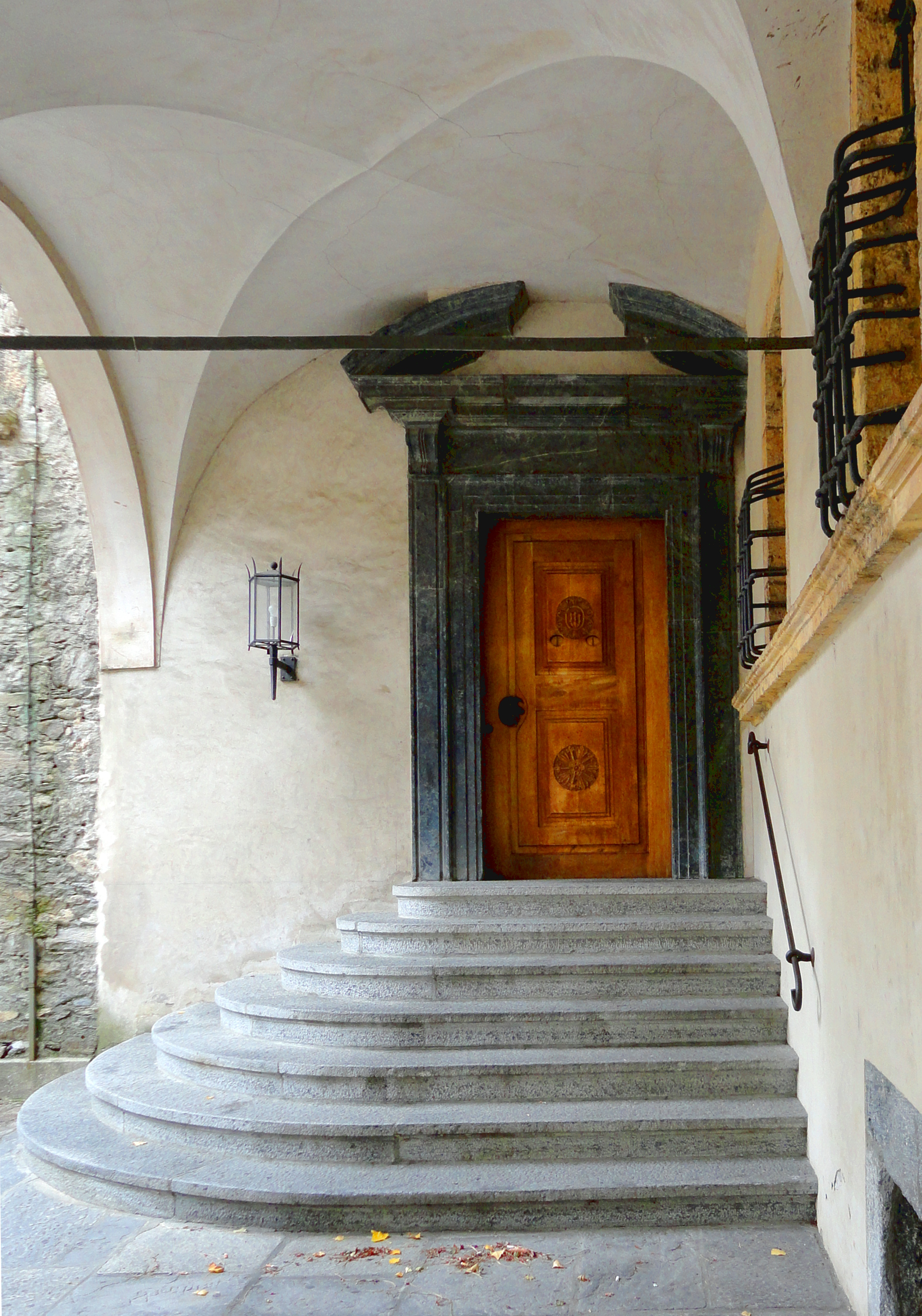
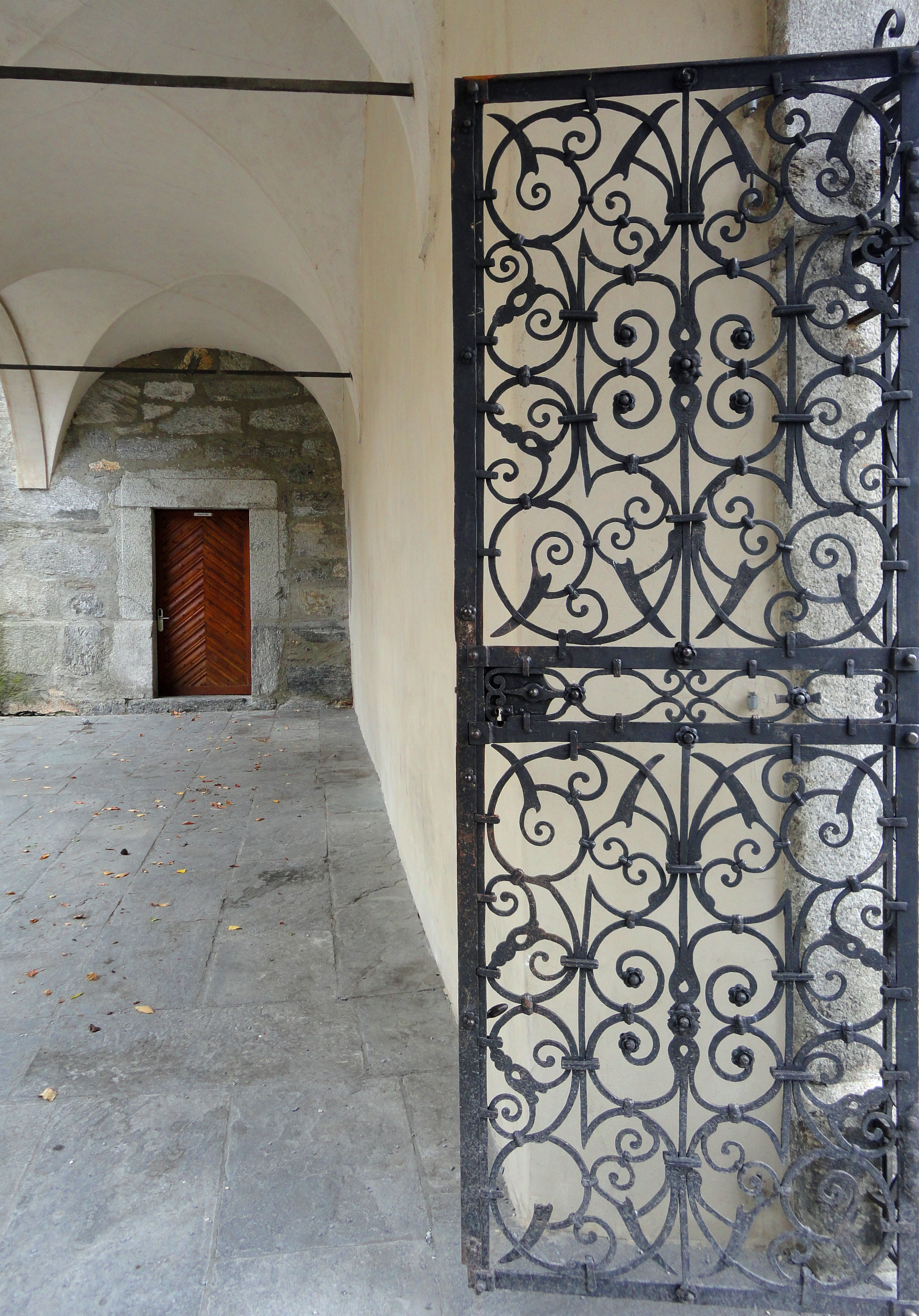